# Hopea johorensis
Espèce
Statut de conservation UICN

 VU B1ab(iii,v) : Vulnérable
Hopea johorensis est une espèce de plantes du genre Hopea de la famille des Dipterocarpaceae.